# 大塚愛のai-r Jack
「大塚愛のai-r Jack」（おおつかあいのエアージャック）は、全国31局ネット（当コーナー放送時）の文化放送『レコメン!』内で放送されていたコーナー。パーソナリティは大塚愛。放送時間は、毎週月曜日～木曜日の24:30-24:35（ただし1コーナーであったため、多少変動する(2分程度早く始まる)場合もあった）。2007年9月10日の放送で番組が終了されることが発表され、同年9月27日で放送終了した。但し、同年12月12日のレコメンでは復活スペシャルを放送した。

## 概要
- 放送開始は2004年3月29日。2007年9月27日の最終回まで合計732回放送された。
- タイトルは大塚愛が文化放送をジャックする勢いで放送をするという意味合いから、「ai（愛）-（が）r（ラジオを） Jack（ジャックする。）」とつけられた。
- オープニングはジングルのあと、「さくらんぼ(Instrumental)」をBGMに「ぽんちわー、大塚愛です!!」と挨拶する。冒頭で「ふつおた（普通のお便り）」を紹介し、続いて「ココ夏バケーション(Instrumental)」をBGM(番組開始当初のBGMは桃ノ花ビラのカップリング「向日葵」)に各曜日ごとのコーナーをやり、持ち歌を流し、最後に「帰り道(Instrumental)」をBGMにして、コーナー告知をした後に、意味のない一言で締めることが多い。
  - プレゼントウィークには、この意味のない一言を1週間4回分書いて応募すると、抽選でプレゼントがもらえる。
  - コーナーの後に流れる曲は持ち歌(カップリング含む)であることがほとんどであるが、2007年2月14日放送分では東京プリンのアルバム『ザ・ベスト・オブ 東京プリンその2』より「東京プリンが10周年」が流れた（大塚がこの曲に参加しているため）。
- 番組中本人はテンション高めに、しかもかなり早口でトークをしている。最後の一言は少し落ち着いている。
- 新曲の初披露は、この番組で行われることが多い。またその際は、その曲について語るため、通常のコーナーは休止になることがある。
- 公開録音が1度行われた。
- 2007年2月8日放送分で600回目を迎えた。この回で流れた曲はちょうど2年前の同日に発売された「黒毛和牛上塩タン焼680円」であった。
- 2007年3月12日放送分からは、エンディングでのコーナー紹介が簡素になり、以前までの全4コーナー紹介から放送時のコーナーのみの紹介へと変わった。紹介の仕方は「○曜日は（コーナー名）。“ふつおた”ももちろん送ってください。」
- 2007年9月25日の放送で書籍化が発表された。ソニー・マガジンズより2008年1月31日に発売された（2007年12月12日の復活スペシャルの最後で正式に発表）。
- 2007年9月27日の最終回では、デビュー曲の「桃ノ花ビラ」を流し、スタッフから大塚に大好きな中トロなどが贈られ、「ai-r jack バンザーイ!!」という一言で、3年半近くの歴史に幕を閉じた。

## 放送されたコーナー
お気にナリ。
大塚がその時々のお気に入りを紹介するコーナー。
ペット親バカラブレター
大塚がリスナーから送られてきたペットへのラブレターを読む。BGMは『LOVE PUNCH』に収録されている「ハニー」のインストゥルメンタル。
健康診断A
リスナーから送られてきた健康法を紹介するコーナー。
5・7・GO★GO
リスナーから送られてきた5・7・5・5のリズムの句を、大塚が「大変よくできました」、「よくできました」、「ふつうです」、「がんばりましょう」の4段階で採点するコーナー。2007年3月26日放送分で最終回を迎えた。
胸きゅん甲子園
言われたら絶対恋に落ちてしまうという、胸きゅんのフレーズを大塚が紹介するコーナー。2007年4月2日放送分からスタート。2007年9月17日放送分で最終回を迎えた。
愛のカイロプラクティック
リスナーからの悩み相談に大塚が応えるコーナー。2007年9月18日放送分で最終回を迎えた。
ココロんバトルYYYY!!!
リスナーから送られてきた心理テストを大塚が採点するコーナー。正式なコーナー名はYYYYに放送年の西暦が入る。2007年9月19日放送分で最終回を迎えた。
今週のイヤーン!バンカー!
リスナーから送られてきた目撃した衝撃の瞬間を、大塚が10点満点の「イヤーン!ポイント」で採点するコーナー。採点の前に「これは○○イヤーン!ですよ」といろいろ例える。2007年9月20日放送分で最終回を迎えた。
国内バイリンガル
リスナーから送られてきた方言を紹介するコーナー。

## ネット局
文化放送（キー局）・北海道放送・青森放送・IBC岩手放送・秋田放送・山形放送・ラジオ福島・茨城放送・栃木放送・新潟放送・信越放送・山梨放送・東海ラジオ放送・北日本放送・北陸放送・福井放送・KBS京都・和歌山放送・山陰放送・山陽放送・中国放送・山口放送・西日本放送・四国放送・高知放送・RKB毎日放送・長崎放送・大分放送・熊本放送・宮崎放送・ラジオ沖縄